# Mücheln (Geiseltal)
Mücheln (Geiseltal) ist eine Stadt südwestlich des Geiseltalsees im Saalekreis in Sachsen-Anhalt, Deutschland.

## Geografie

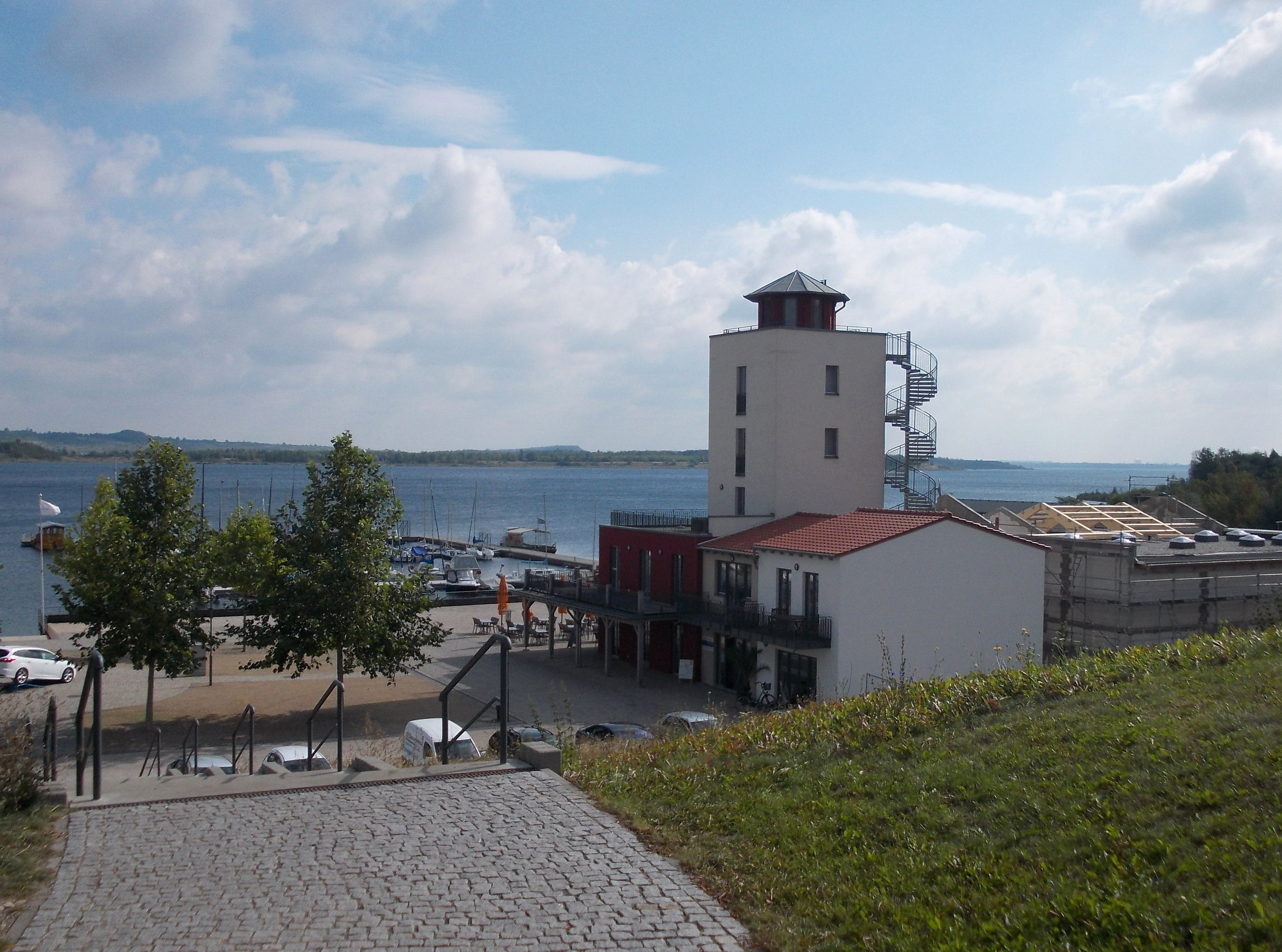
Geiseltalsee

Mücheln liegt südwestlich von Halle (Saale) auf halber Strecke zwischen Querfurt und Merseburg an der Geisel. Östlich des Orts liegt der Geiseltalsee, welcher nach Beendung des Braunkohleabbaus im Geiseltal entstanden ist.

### Stadtgliederung
Als Ortschaften der Stadt sind ausgewiesen:
| Ortschaft                  | Fläche    | Einwohner | Die Ortschaften von Mücheln (anklickbare Karte) |
| -------------------------- | --------- | --------- | ----------------------------------------------- |
| Branderoda                 | 05,94 km² | 208       | Die Ortschaften von Mücheln (anklickbare Karte) |
| Gröst (mit Almsdorf)       | 12,45 km² | 655       | Die Ortschaften von Mücheln (anklickbare Karte) |
| Langeneichstädt            | 21,88 km² | 1.523     | Die Ortschaften von Mücheln (anklickbare Karte) |
| Mücheln (mit Ortsteilen a) | 33,52 km² | 5.879     | Die Ortschaften von Mücheln (anklickbare Karte) |
| Oechlitz (mit Schmirma)    | 11,96 km² | 533       | Die Ortschaften von Mücheln (anklickbare Karte) |
| Wünsch b                   | 12,85 km² | 689       | Die Ortschaften von Mücheln (anklickbare Karte) |

### Nachbargemeinden
Nachbargemeinden sind Bad Lauchstädt im Norden, Braunsbedra im Osten, Gleina, Freyburg, Goseck und Weißenfels (alle vier im Burgenlandkreis) im Süden sowie Steigra und Nemsdorf-Göhrendorf im Westen.

### Eingemeindungen
Am 1. Oktober 1929 wurden Möckerling, Zorbau, Zöbigker, Gehüfte, und Eptingen Ortsteile von Mücheln. Mit dem Fortschreiten des Braunkohlenabbaus im Geiseltal wurden diese Orte östlich von Mücheln in den 1960er Jahren umgesiedelt und einige Jahre später abgebaggert (devastiert). Seit dem 1. Oktober 1939 sind Stöbnitz, Sankt Micheln und Sankt Ulrich Ortsteile von Mücheln.
Im Zuge der kommunalen Neuordnung Sachsen-Anhalts wurden am 1. Januar 2006 die Gemeinden Branderoda, Gröst, Langeneichstädt und Wünsch nach Mücheln eingemeindet. Am 1. Januar 2010 folgte die Eingemeindung von Oechlitz, die Verwaltungsgemeinschaft Oberes Geiseltal wurde aufgelöst.

## Geschichte

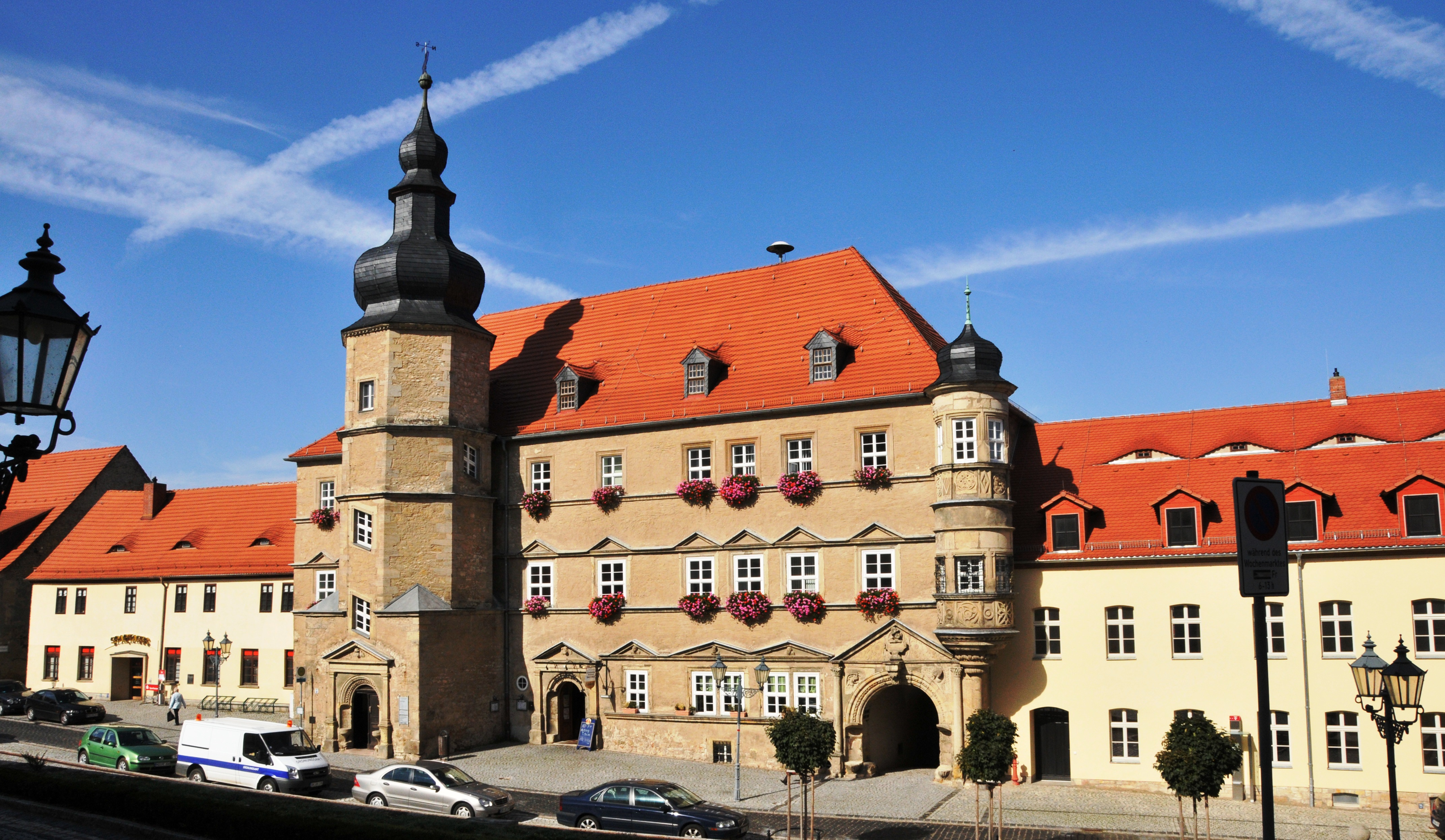
Rathausplatz

Auf dem Kohlberg bei Mücheln wurden durch die Friedrich-Schiller-Universität Jena archäologisch im Luftbild und in der Geophysik erkannte Gräben und ca. zehn Siedlungsgruben untersucht. Die dabei geborgene Keramik (doppelkonische Vorratsgefäße und bauchige Henkeltassen) deuten auf eine Datierung in die Bernburger Kultur des Spätneolithikum hin. Andere Funde stammen aus der Spätbronzezeit und sprechen für eine zweite Besiedlung in dieser Zeit.
In einem zwischen 881 und 899 entstandenen Verzeichnis des Zehnten des Klosters Hersfeld wird Mücheln als zehntpflichtiger Ort Muchilacha im Friesenfeld und die Burg Mücheln als Muchileburg erstmals urkundlich erwähnt. Vom 11. bis 15. Jahrhundert gab es eine sich nach dem Ort benennende uradlige Familie „von Mücheln“.
Mücheln erhielt das Stadtrecht im Jahre 1350. 
Im Dreißigjährigen Krieg durchzogen Tillysche Truppen Mücheln und es kam zu einem verheerenden Stadtbrand. Daran erinnert bis heute eine lateinische Inschrift am Pfarrhaus.
Der Ort gehörte bis 1815 zum wettinischen, später kursächsischen Amt Freyburg. Durch die Beschlüsse des Wiener Kongresses kam er zu Preußen und wurde 1816 dem Kreis Querfurt im Regierungsbezirk Merseburg der Provinz Sachsen zugeteilt, zu dem er bis 1944 gehörte.
Im Jahre 1906 begann mit dem Aufschluss oberirdischer Kohlegruben die industrielle Förderung von Braunkohle für die Zuckerfabriken und Chemiestandorte in den nahen Leuna-Werken. Der Name Mücheln (Geiseltal) wurde 1936 amtlich als Stadtname festgelegt. Die letzte Kohlegrube wurde 1993 geschlossen und die Region großflächig renaturiert (siehe Geiseltal).

## Bevölkerung
| Jahr | Einwohner |
| ---- | --------- |
| 1990 | 7.773     |
| 2006 | 9.219     |
| 2010 | 9.368     |
| 2015 | 9.057     |
| 2020 | 8.541     |

| Jahr | Einwohner |
| ---- | --------- |
| 2021 | 8.513     |
| 2022 | 8.298     |
| 2023 | 8.184     |
| 2024 | 8.185     |

Stand: 31. Dezember des jeweiligen Jahres (Angaben des Statistischen Landesamtes Sachsen-Anhalt), ab 2011 auf Basis des Zensus 2011, ab 2022 auf Basis des Zensus 2022
Der starke Anstieg der Einwohnerzahl zwischen 1990 und 2006 ist auf Eingemeindungen zurückzuführen.

## Politik

### Gemeinderat
Das Ergebnis der Gemeinderatswahl am 9. Juni 2024 führte zu dieser Sitzverteilung:
- CDU: 6 Sitze
- AfD: 5 Sitze (nur 4 Kandidaten nominiert)
- SPD: 2 Sitze
- Freie Wählergemeinschaft (FWG): 2 Sitze
- Pro Mücheln: 2 Sitze
- Mobiles Geiseltal: 1 Sitz
- Die Linke: 1 Sitz
- FDP: 1 Sitz
- Gesamt: 19 von 20 Sitzen besetzt[18]

Das Ergebnis der Gemeinderatswahl am 26. Mai 2019 führte zu dieser Sitzverteilung:
- CDU/SPD-Fraktion: 6 Sitze
- FWG-PM-FDP-Fraktion: 7 Sitze
- Fraktionslos: 2 Sitze
- Fraktion Mobiles Geiseltal: 3 Sitze
- AfD-Fraktion: 2 Sitze
- Gesamt: 20 Sitze[19]

### Bürgermeister
- 1990–2011: Udo Wurzel (parteilos)[20]
- seit 2011: Andreas Marggraf (parteilos)

Bei der Bürgermeisterwahl am 2. September 2018 wurde Marggraf mit 57,6 % der gültigen Stimmen in seinem Amt bestätigt.

### Wappen
| Wappen von Mücheln | Blasonierung: „In Grün ein golden nimbierter, silberner, bärtiger Mann mit weitärmligem, goldenem Untergewand und ebensolchem ponchoartigem Umhang, schwarzem, mit silberner Pilgermuschel belegtem Pilgerhut und schwarzen Schuhen, in den ausgestreckten Händen rechts einen silbernen Pilgerstab, links eine gestürzte silberne Pilgermuschel.“ |
| Wappen von Mücheln | Wappenbegründung: Der Mann im Wappen ist der heilige Jakobus, der Patron der im 13. Jahrhundert erbauten Stadtkirche, den die Stadt Mücheln erstmals im Jahre 1463 auch in einem Ratssiegel führt. |

### Städtepartnerschaften
Mücheln unterhält Städtepartnerschaften mit:
- Hemsbach in Baden-Württemberg (seit 3. Oktober 1990)
- Bois-d’Arcy in Île-de-France (Frankreich) (seit 22. März 1997)
- Rudno nad Hronom in der Slowakei

## Sehenswürdigkeiten und Kultur
- Seit 2005 führt durch Mücheln der Jakobsweg zum Grab des Apostels Jakobus in Santiago de Compostela/Nordspanien.[22]

### Zentrum

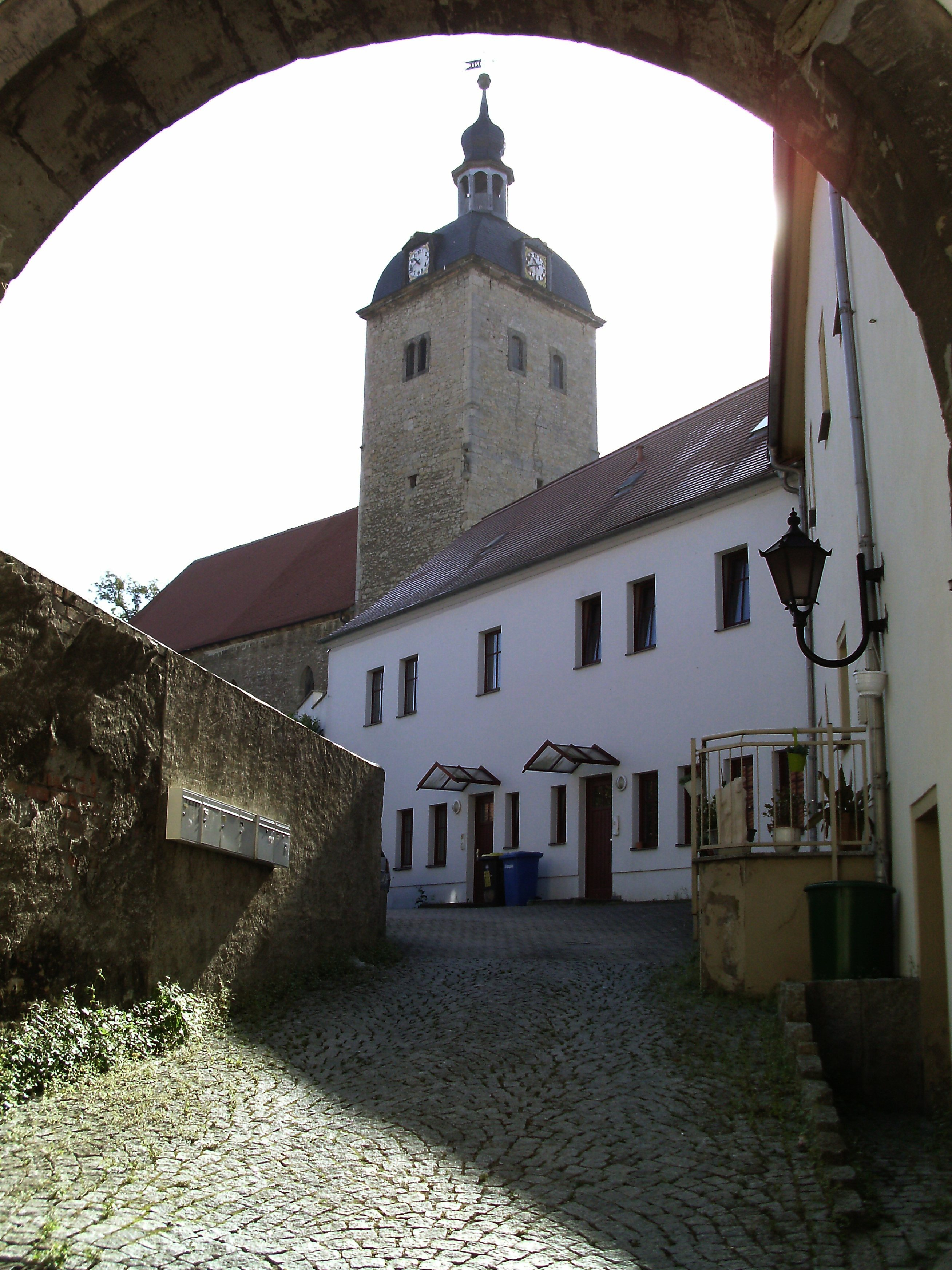
Stadtkirche St. Jakobi

- Denkmalgeschützter Marktplatz mit Rathaus

Am stufenförmig angelegten Marktplatz steht das 1571 im Renaissancestil erbaute Rathaus. Der dreigeschossige Bau aus der Spätrenaissance hat an der Außenfront vier Portale mit ausgekehlten Sitznischen, Balustersäulchen sowie Rahmen an Gebälk und Giebel. Eine hölzerne Spindeltreppe, die in ihrer Art in Deutschland nur noch sehr selten vorkommt, ziert das Innere des Rathauses. Die Kellergewölbe sind in drei Etagen mit Tonnengewölben angelegt. Bis etwa 1735 wurde der mittlere Keller als Folterkeller benutzt und zur Lagerung des Müchelner Biers. In diesem Zusammenhang wird von drei unterirdischen Gängen berichtet, die von hier aus in verschiedene Richtungen verliefen. Im Rathaus befindet sich auch das Heimatmuseum, das die 300-jährige Geschichte des Braunkohlebergbaus im Geiseltal dokumentiert. Zudem gewährt es Einblicke in das Arbeits- und Privatleben der Bergleute. Besondere Attraktion sind Kleinfossilien aus dem Bergbau sowie der erste urkundliche Nachweis des Kohleabbaus.
- Bergbaukabinett (Markt 19)
- Stadtkirche St. Jakobi
- Das ehemalige E-Werk wurde zu einem Bürgersaal umgestaltet.
- Im Gebiet des ehemaligen Braunkohlentagebaus, der 1993 stillgelegt wurde, wurde seit 2003 das Tagebaurestloch geflutet und so der größte künstliche See Deutschlands geschaffen. Die Flutung des Geiseltalsees wurde im April 2011 abgeschlossen.[23] Dazu entsteht ein Freizeit- und Tourismusgebiet. Am Müchelner Seeufer wurde bereits seit 2008 die Marina errichtet. Es gibt eine Reihe von Aussichtspunkten mit Informationstafeln, Aussichtstürme und Schutzhütten.

### Ortsteile
Sankt Micheln

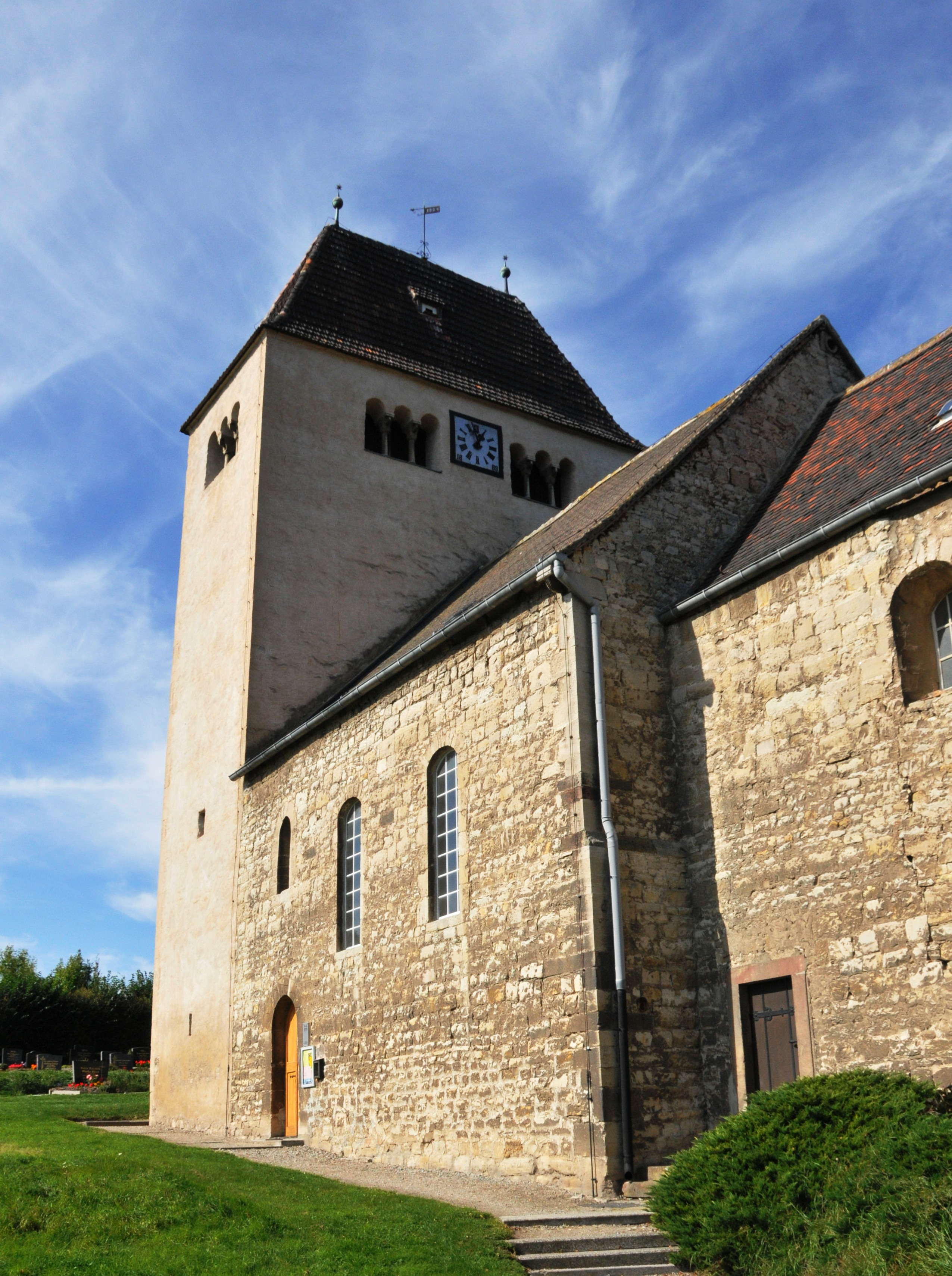
St.-Michael-Kirche

- 12-Apostel-Quellen: Die Apostelquellen sind durch Erosion entstandene Schichtquellen. Vier von ihnen sind an das Müchelner Trinkwassernetz angeschlossen. Eine dieser Quellen (in der Apostelstraße) ist eingefasst und kann besichtigt werden.
- Geiselquelle: Die Geiselquelle entspringt am Fuße des Veitsberges und ist eine typische artesische Quelle. Das zutage tretende Wasser ist der Überlauf eines unterirdischen Grundwasserbeckens. Das oberirdische Niederschlagsgebiet hinter der Quelle beträgt etwa 34 km². Die Quelle war vor Beginn des Braunkohlebergbaus eine der größten Quellen Mitteldeutschlands. Der Name Geisel ist vom altnordischen Wort geis(an) abgeleitet, von dem auch Geysir stammt. Es bedeutet „mit Macht hervorbrechen“. Auch die Apostelquellen in unmittelbarer Nähe sind als Springquellen einzustufen. Die Ergiebigkeit der Geiselquelle wurde ursprünglich, als der Tagebau noch keinen Einfluss auf den Grundwasserspiegel hatte, etwa 400 bis 600 Liter pro Sekunde geschätzt. Die Geisel war sehr fischreich, und mit ihrem Wasser wurden siebzehn Mühlen betrieben. Der Mühlenwanderweg führt heute an fünf dieser Mühlen vorbei. Bereits 1540 wurde der Bachlauf verlegt. Weitere Verlegungen erfolgten durch die Grubenaufschlüsse zwischen 1938 und 1965. Seit etlichen Jahren ergießt die Quelle bis zu 35 Liter in der Sekunde. Heute – nach einer letzten Verlegung 2009 im Zuge der Sanierungsarbeiten des Tagebaus – mündet sie in den Geiseltalsee, verlässt den See bei Frankleben und fließt in ihrem alten Bett bis Merseburg, wo sie in die Saale mündet.
- Kirche St. Michael

Sankt Ulrich
- Wasserschloss

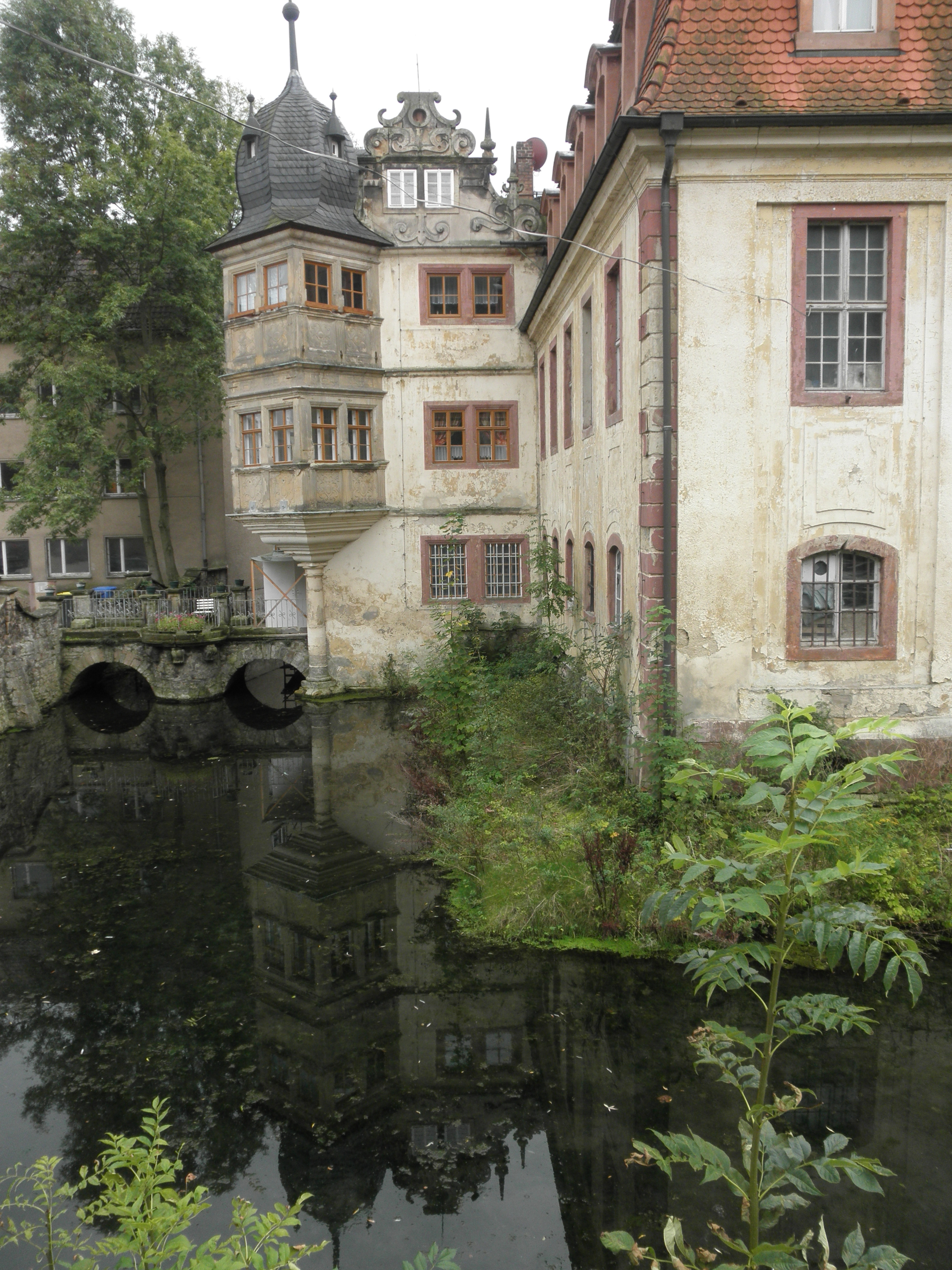
Renaissance-Erker des Wasserschlosses

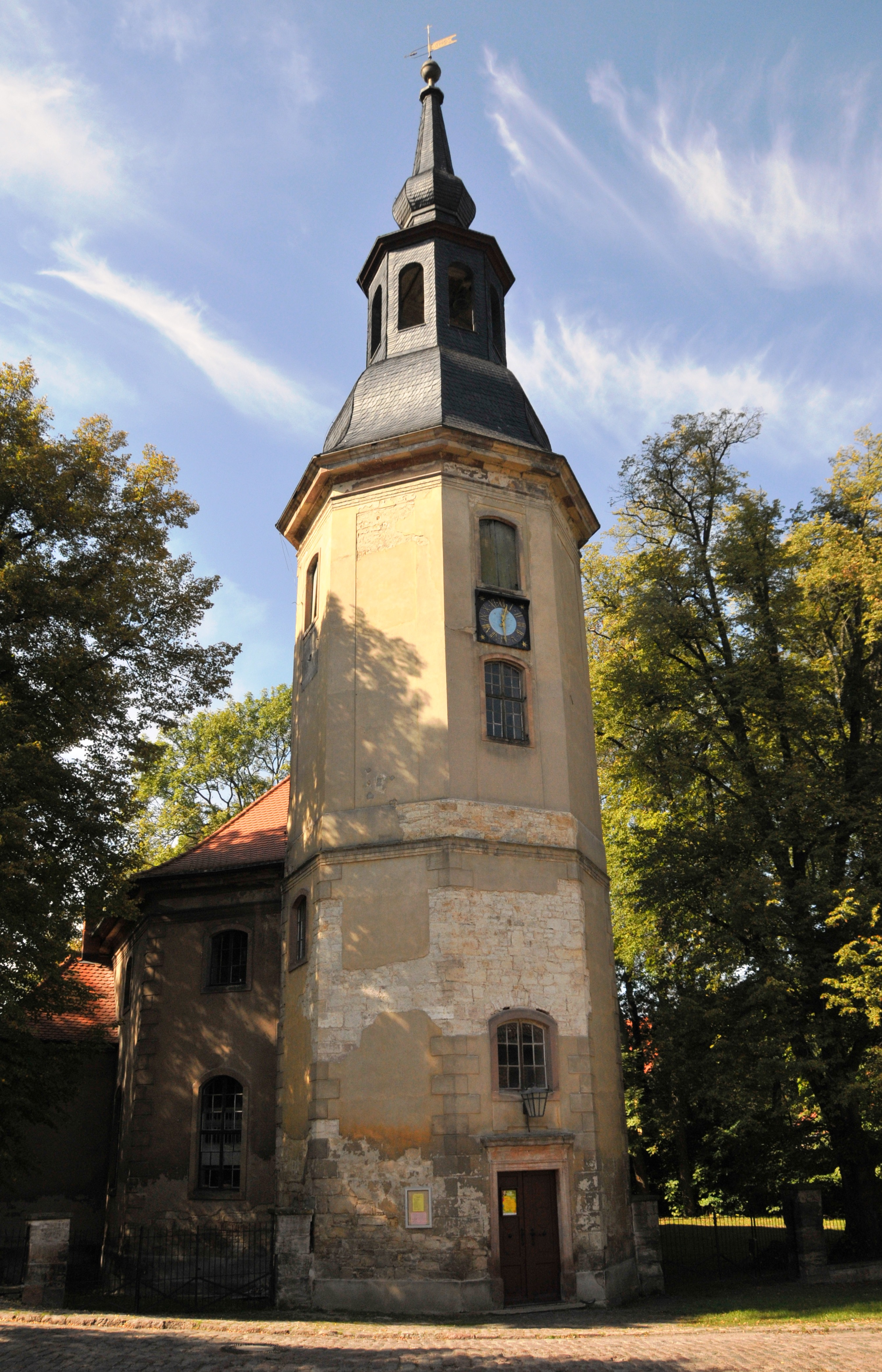
Lutherkirche

- Schlosskirche: Lutherkirche. Sie wurde im Barockstil von 1790 bis 1795 durch den Merseburger Stiftsbaumeister J. W. Crysellius errichtet. Die stilistisch reizvolle Innenausstattung ist erhalten. In der Kirche finden sich wertvolle Grabplatten. 1987 bis 89 erfolgte eine Innensanierung, 1992 bis 93 die Außensanierung.
- Der Landschaftspark wurde um 1720 als Schlosspark parallel zum Barockgarten unter den von Breitenbauch angelegt. Nach 1945 kam es zu Verlusten, die Anlage wurde aber 1977 zum „Geschützten Park“ erklärt. Er weist 250 Jahre alte Bäume auf und macht wieder einen gepflegten Eindruck.
- Barockgarten

Neubiendorf
- Geiseltalsee-Kirche. 1928 als katholische Herz-Jesu-Kirche erbaut, 2006 profaniert, heute vom Förderverein Geiseltalsee-Kirche e. V. Mücheln genutzt.[24]

Stöbnitz
- Kirche
- Campingplatz und Strand (Textil und FKK) am Geiseltalsee
- Aussichtsturm Pauline am Geiseltalsee[25]

Gröst
- St.-Kilian-Kirche

Schmirma
- Kirche mit den Bildern von Karl Völker

Branderoda
- Kirche

Oechlitz
- St.-Gotthard-Kirche
- Steinkreuz

Langeneichstädt
- St.-Nikolai-Kirche in Obereichstädt
- St.-Bruno-Kirche in Niedereichstädt
- St.-Wenzel-Kirche in Niedereichstädt
- Großsteingrab Langeneichstädt und Eichstädter Warte
- Bockwindmühle Langeneichstädt

Wünsch
- St.-Johannes-Kirche
- St.-Nikolai-Kirche

Bilder aus Mücheln
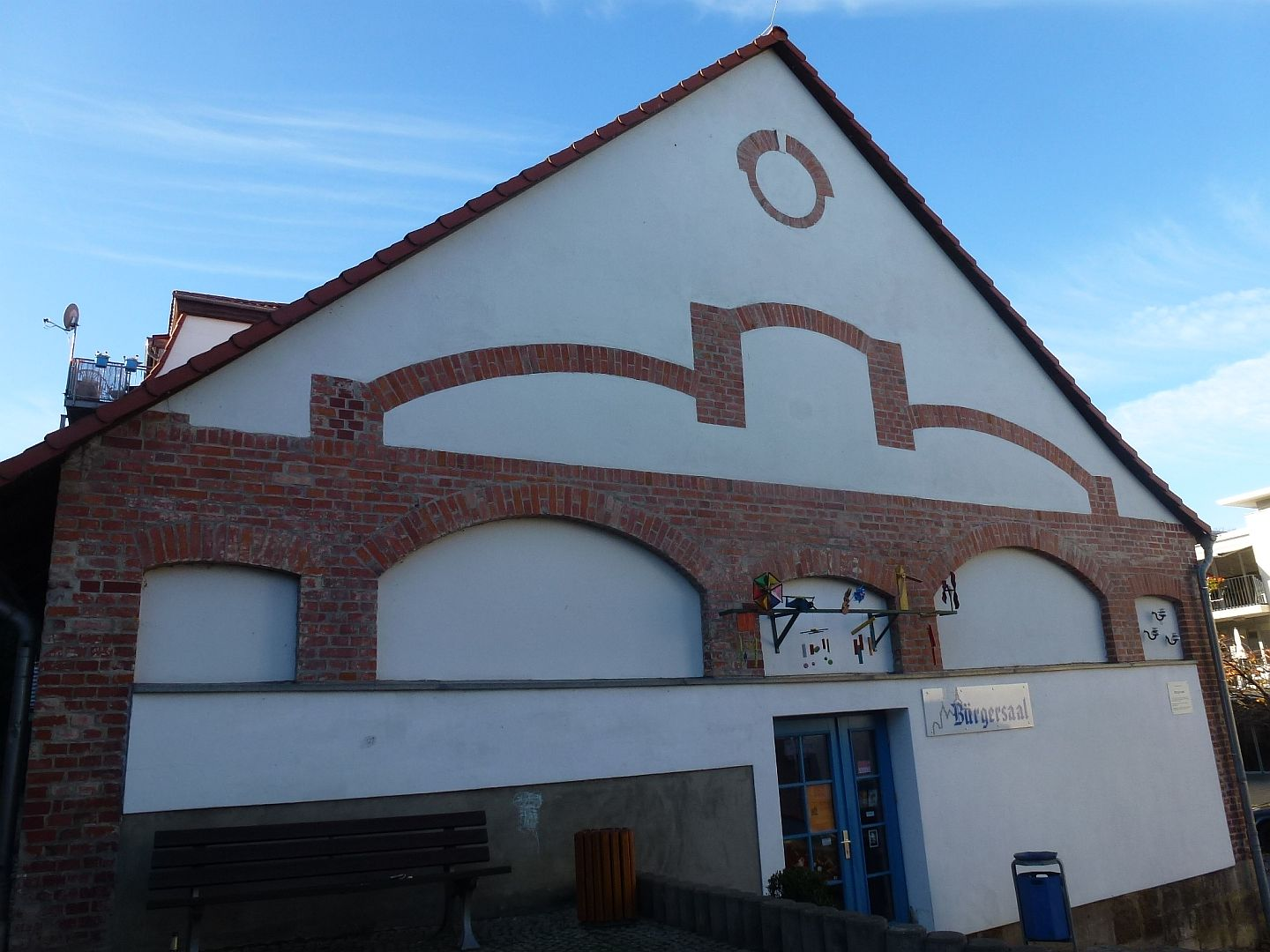
Ehemaliges E-Werk
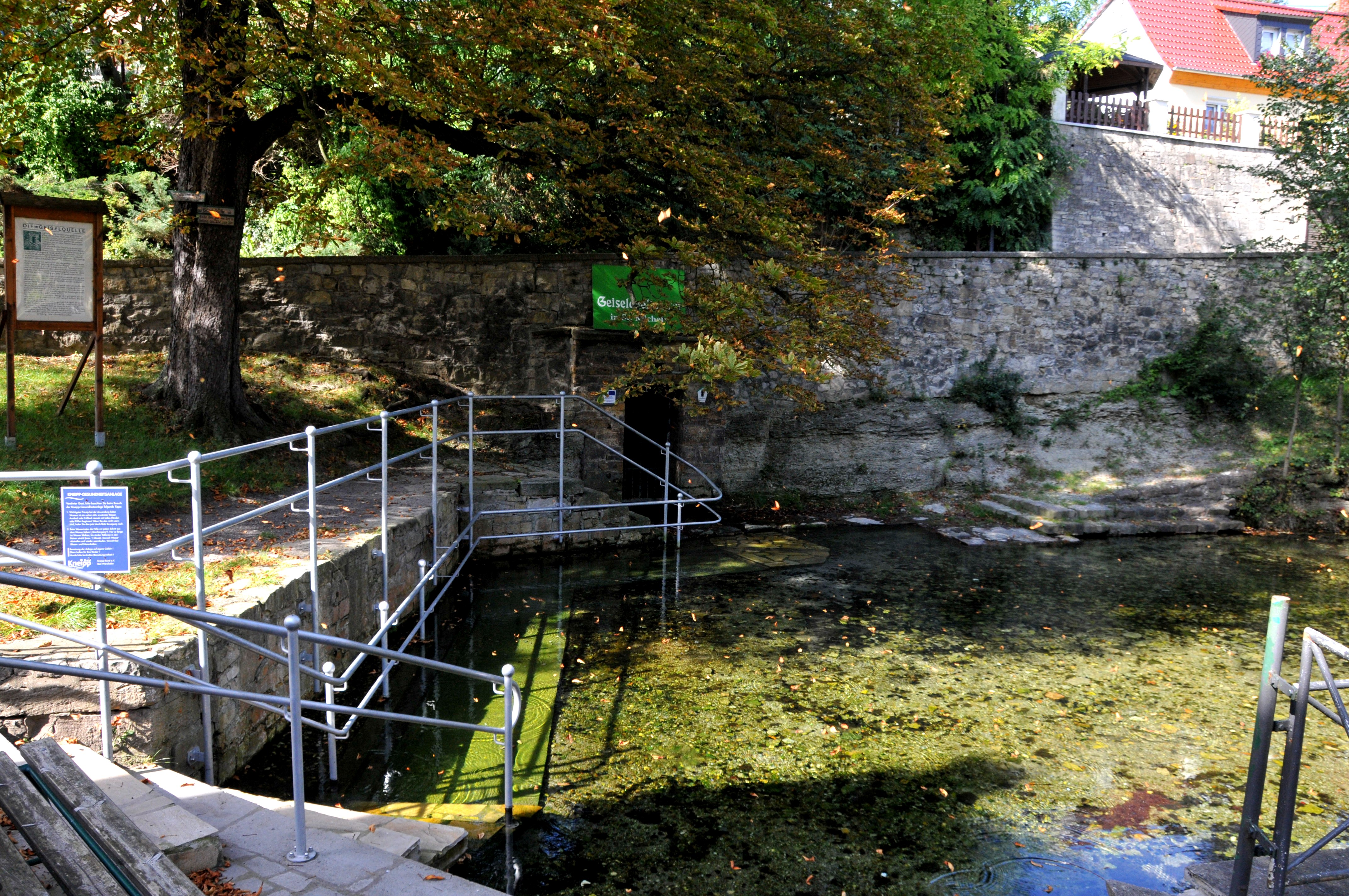
Geiselquelle
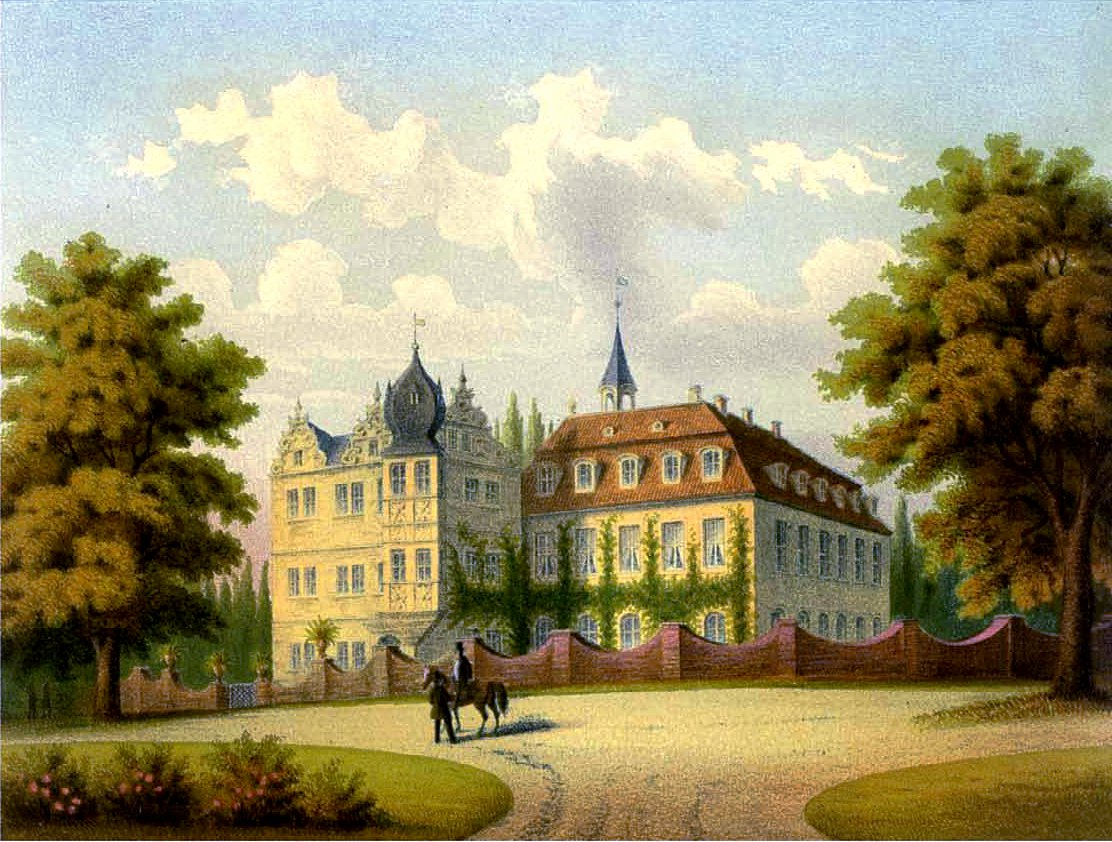
Wasserschloss St. Ulrich
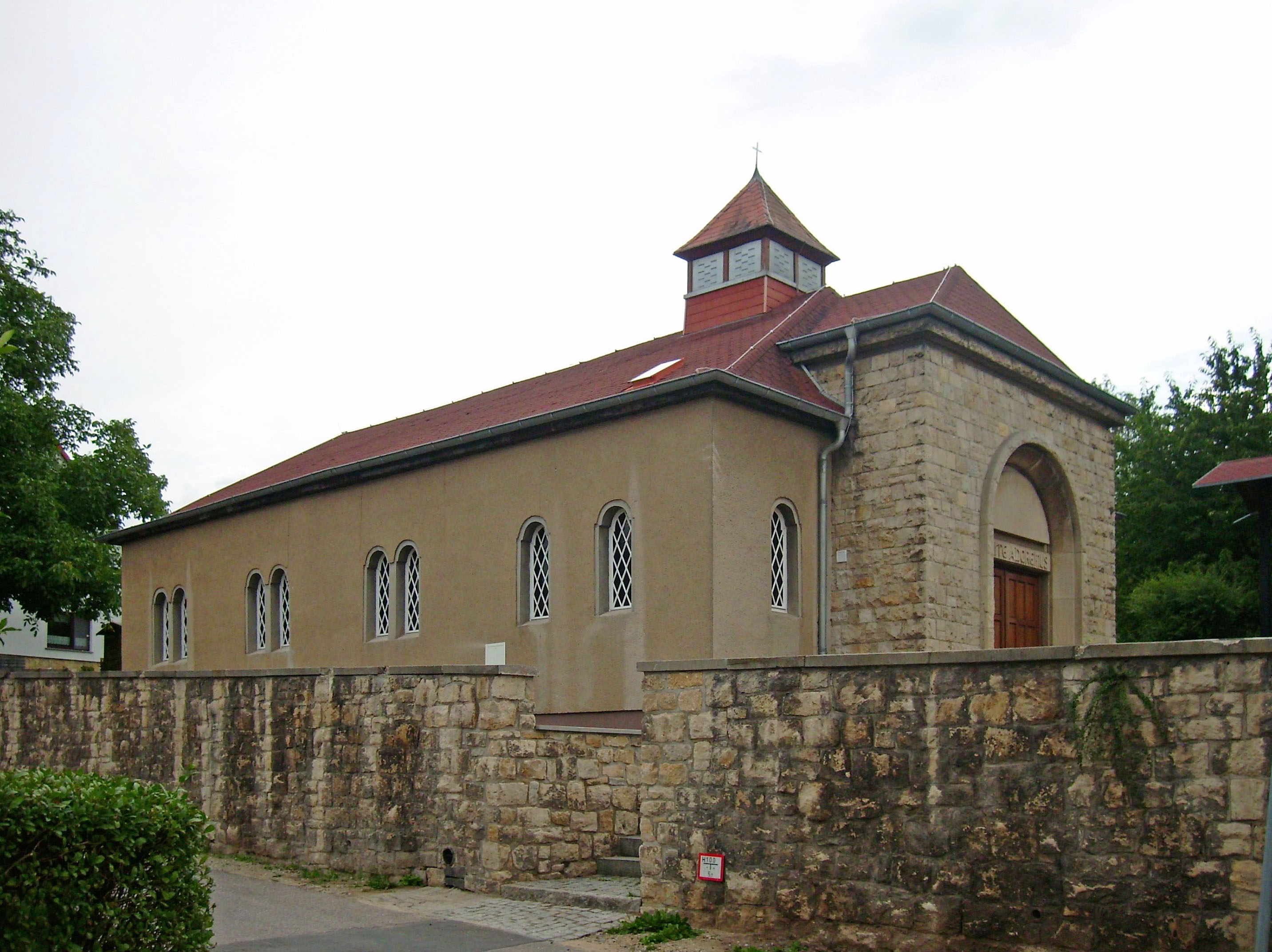
Geiseltalsee-Kirche von Neubiendorf
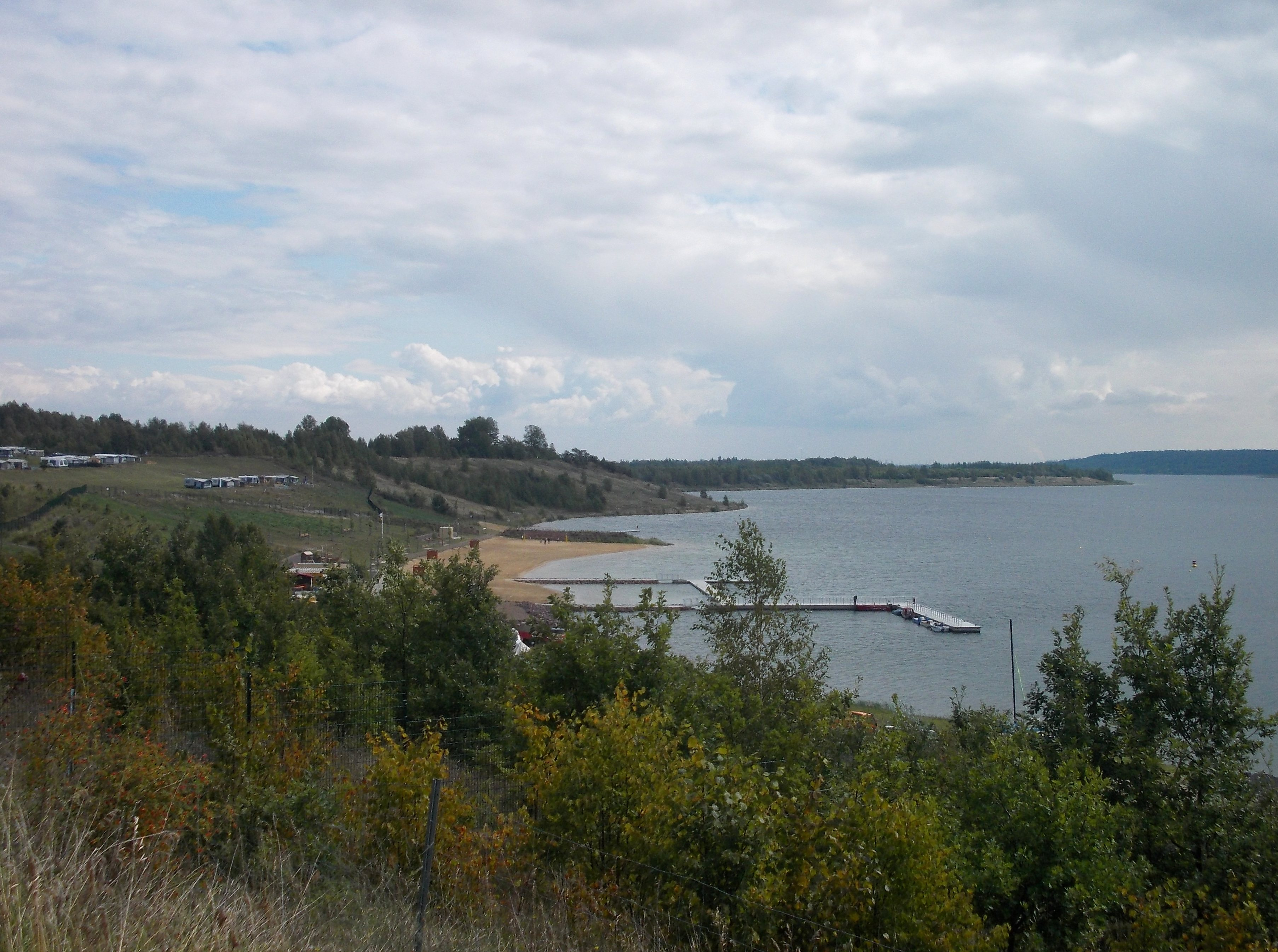
Geiseltalsee mit Stöbnitzer Strand
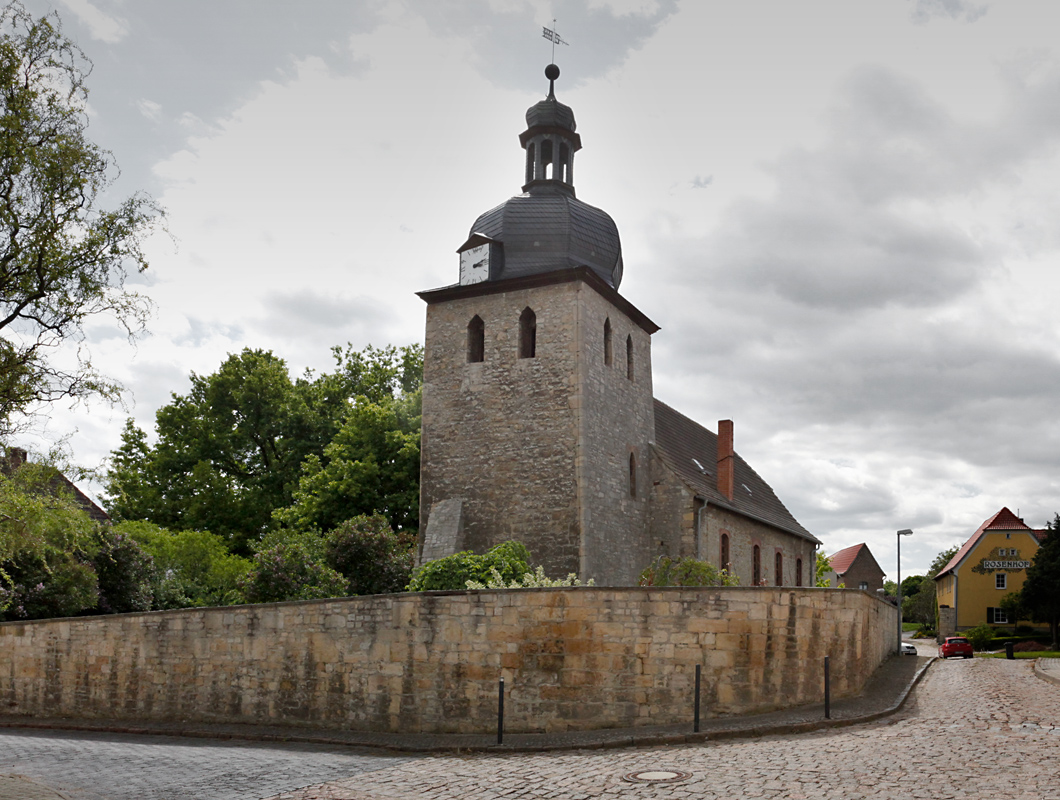
Kirche Schmirma
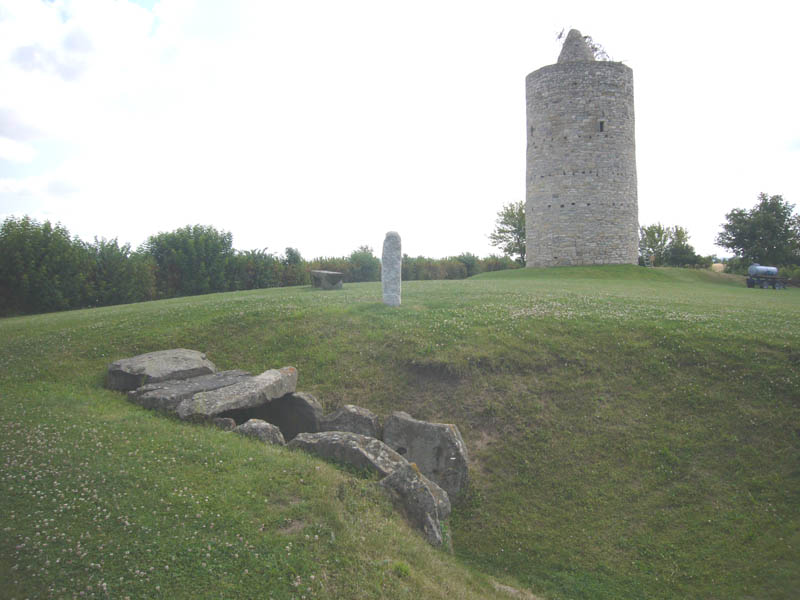
Langeneichstädt: Großsteingrab zu Füßen der Eichstädter Warte
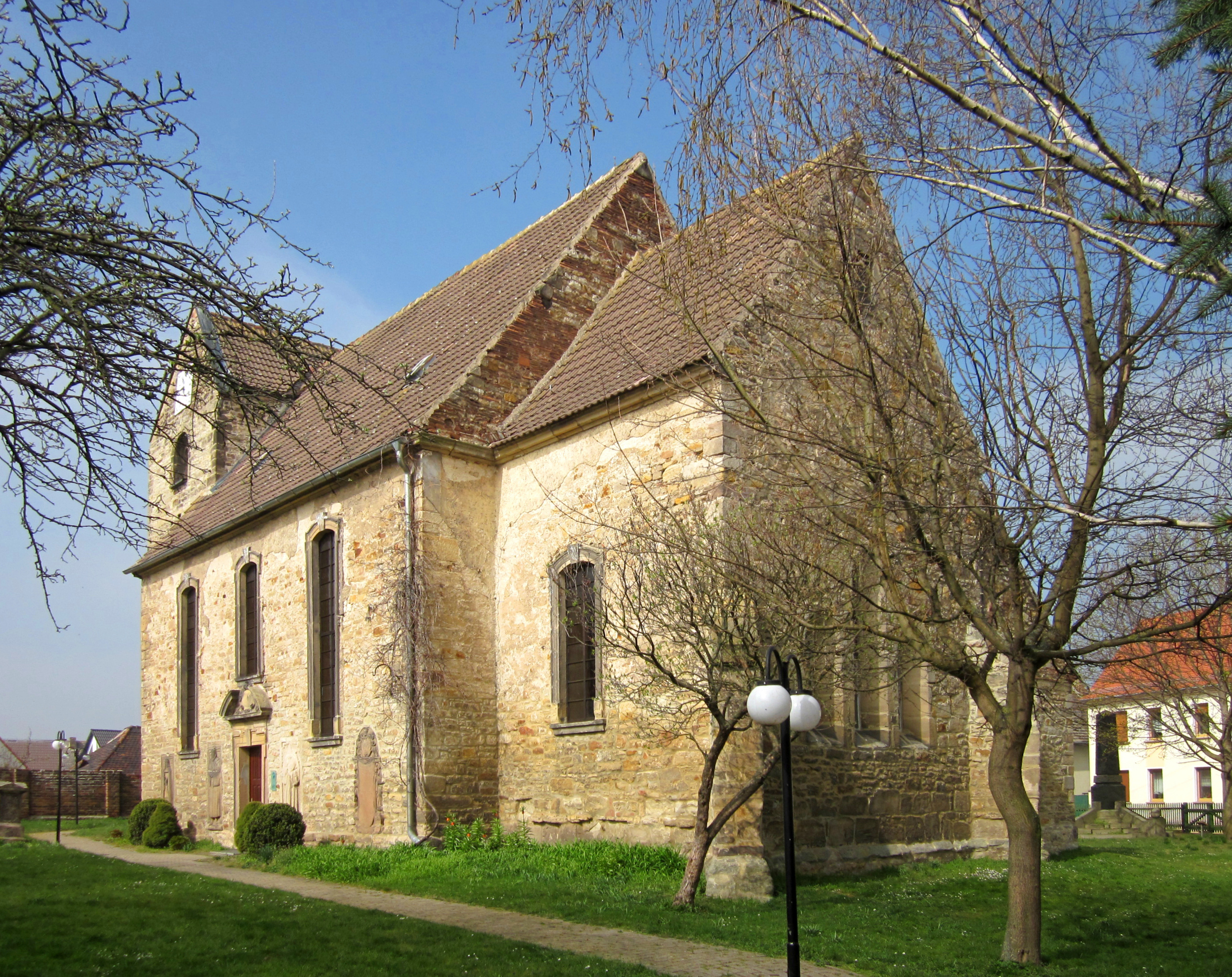
St.-Johanniskirche in Oberwünsch
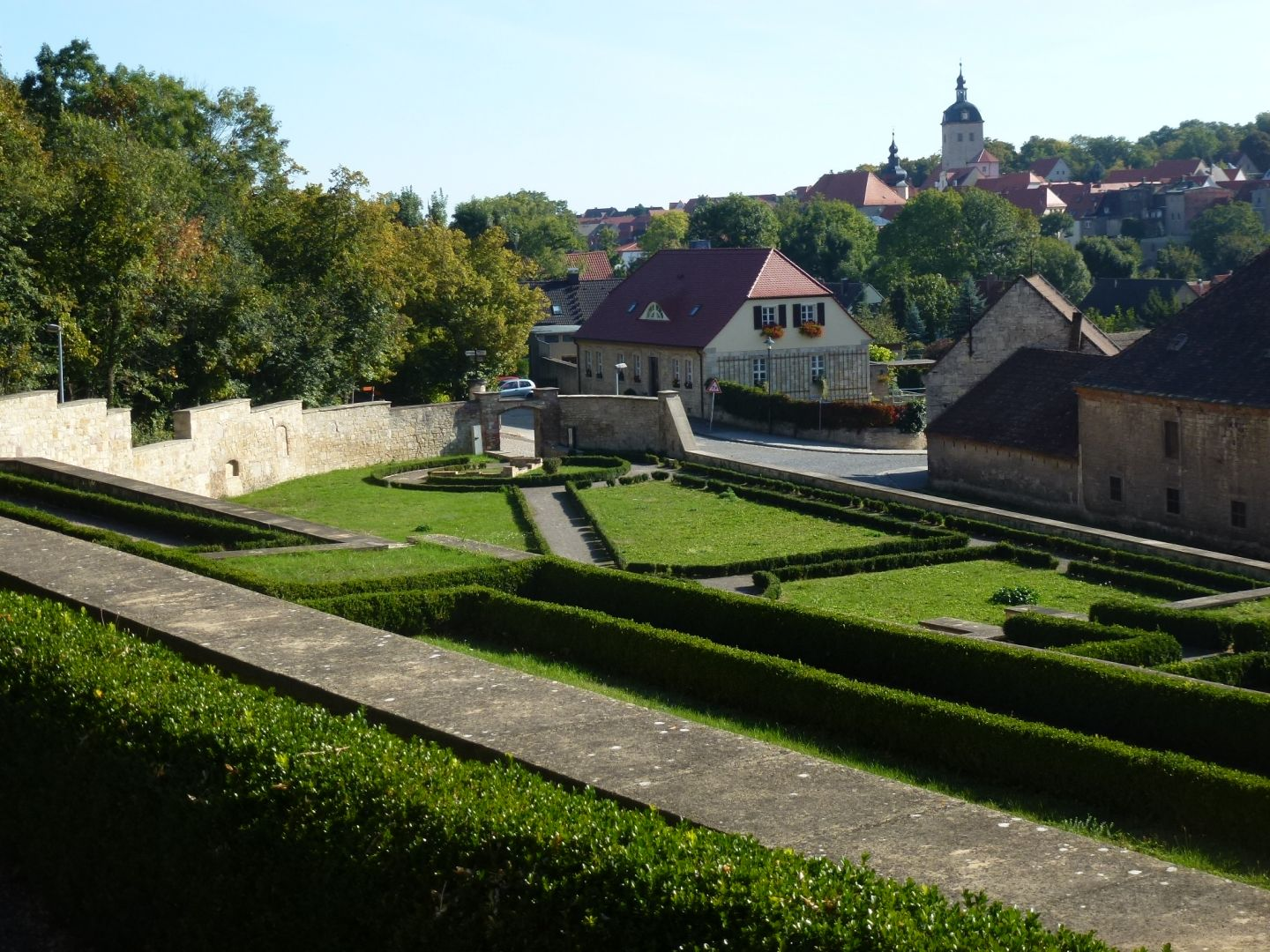
Blick vom Barockgarten auf Mücheln
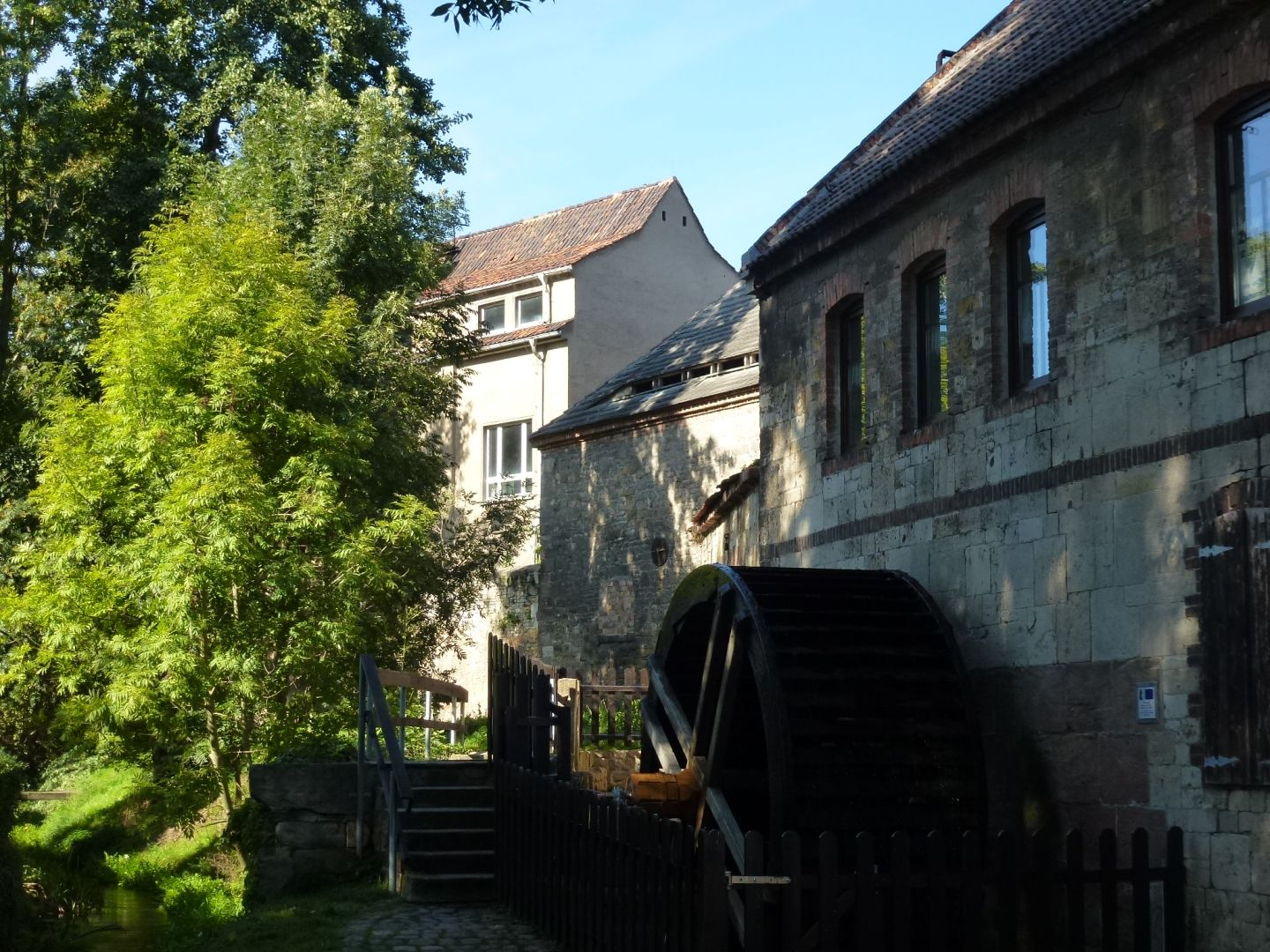
Gutsmühle
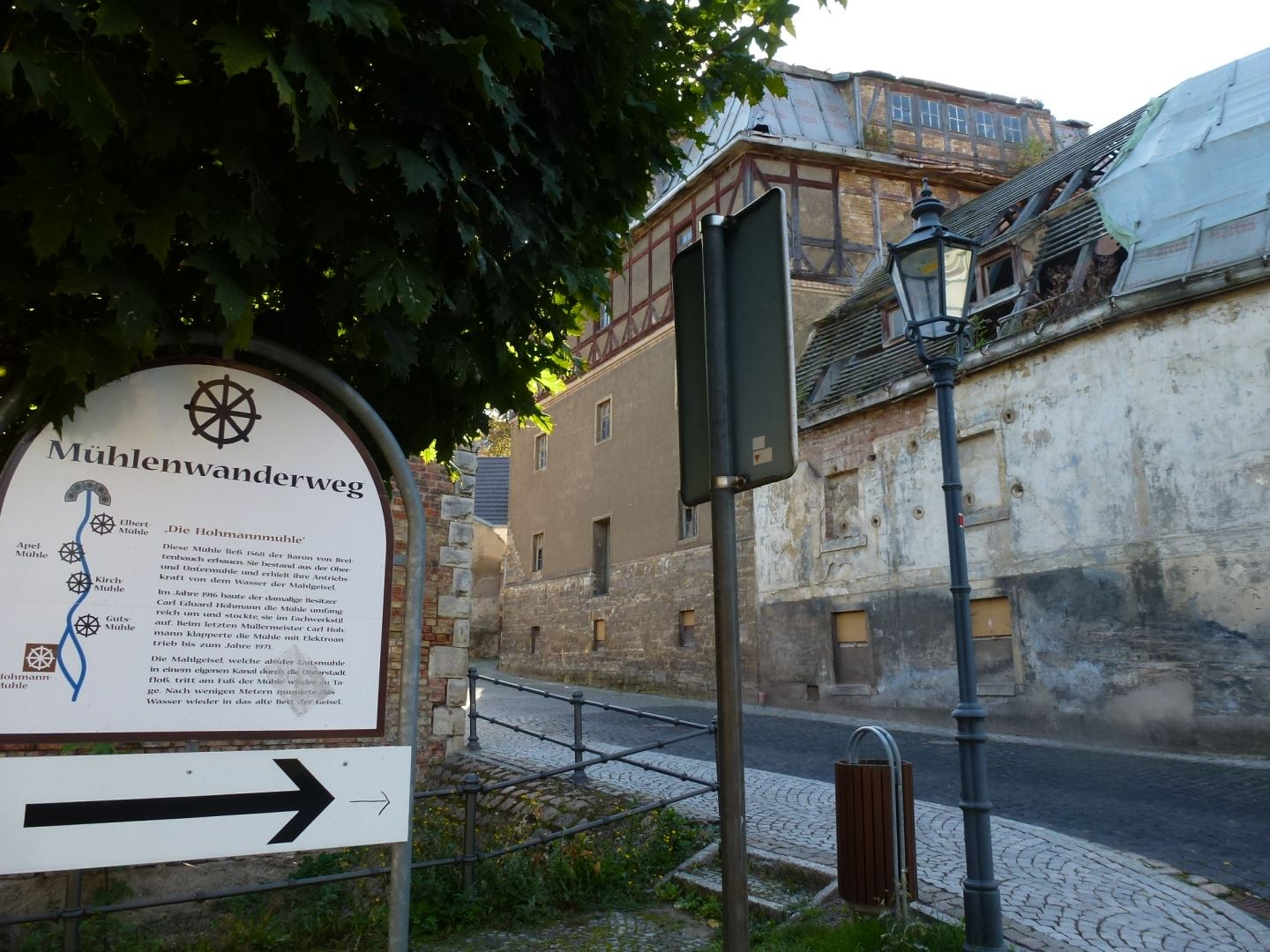
Hohmannmühle
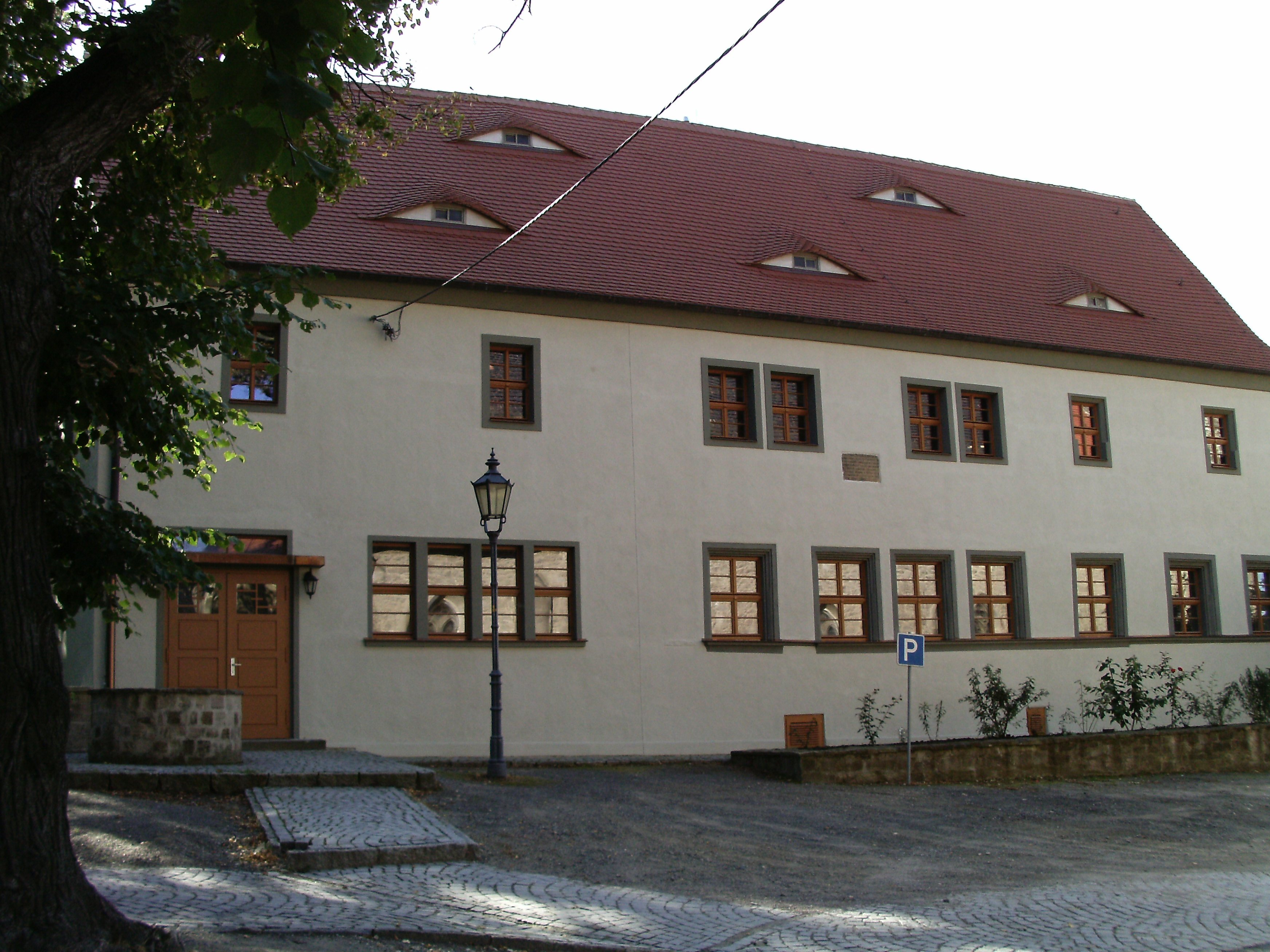
Pfarrhaus in Mücheln

### Freizeitangebote
- Tanzgruppe Mücheln[26]
- Radsportverein VfH
- Kegelverein
- Fußballverein
- Jugendtreff am Schützenhaus
- Handballverein
- Volleyballverein
- Schachclub
- Musikverein „Geiseltaler Musikanten“ e. V.
- DLRG Ortsgruppe Geiseltalsee e. V.[27]

## Wirtschaft und Verkehr

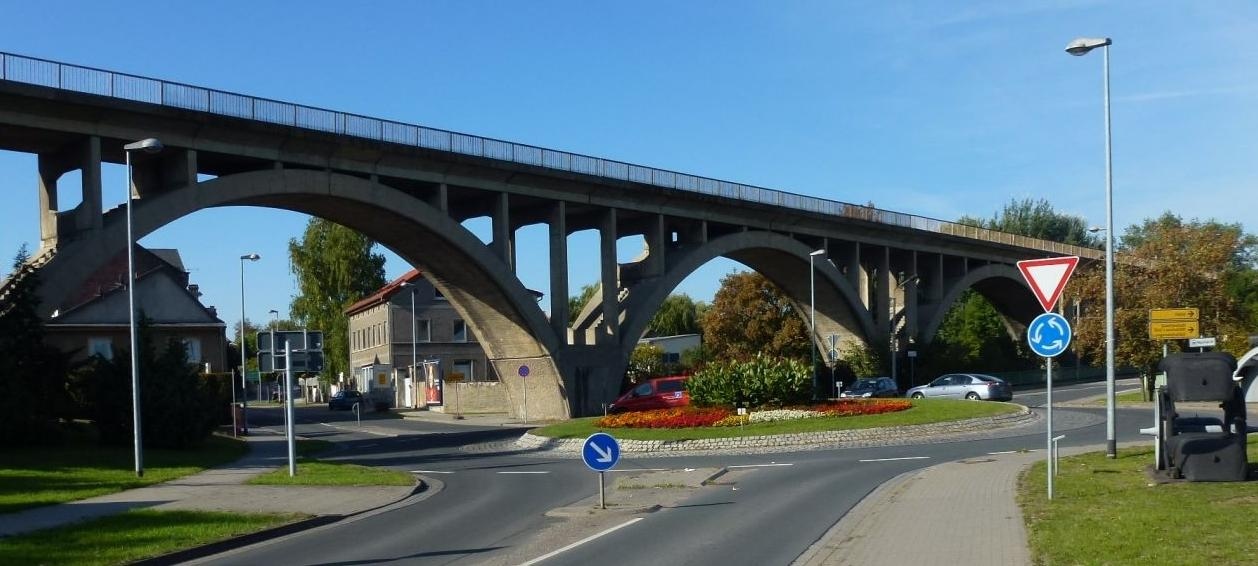
Eisenbahnviadukt in Mücheln

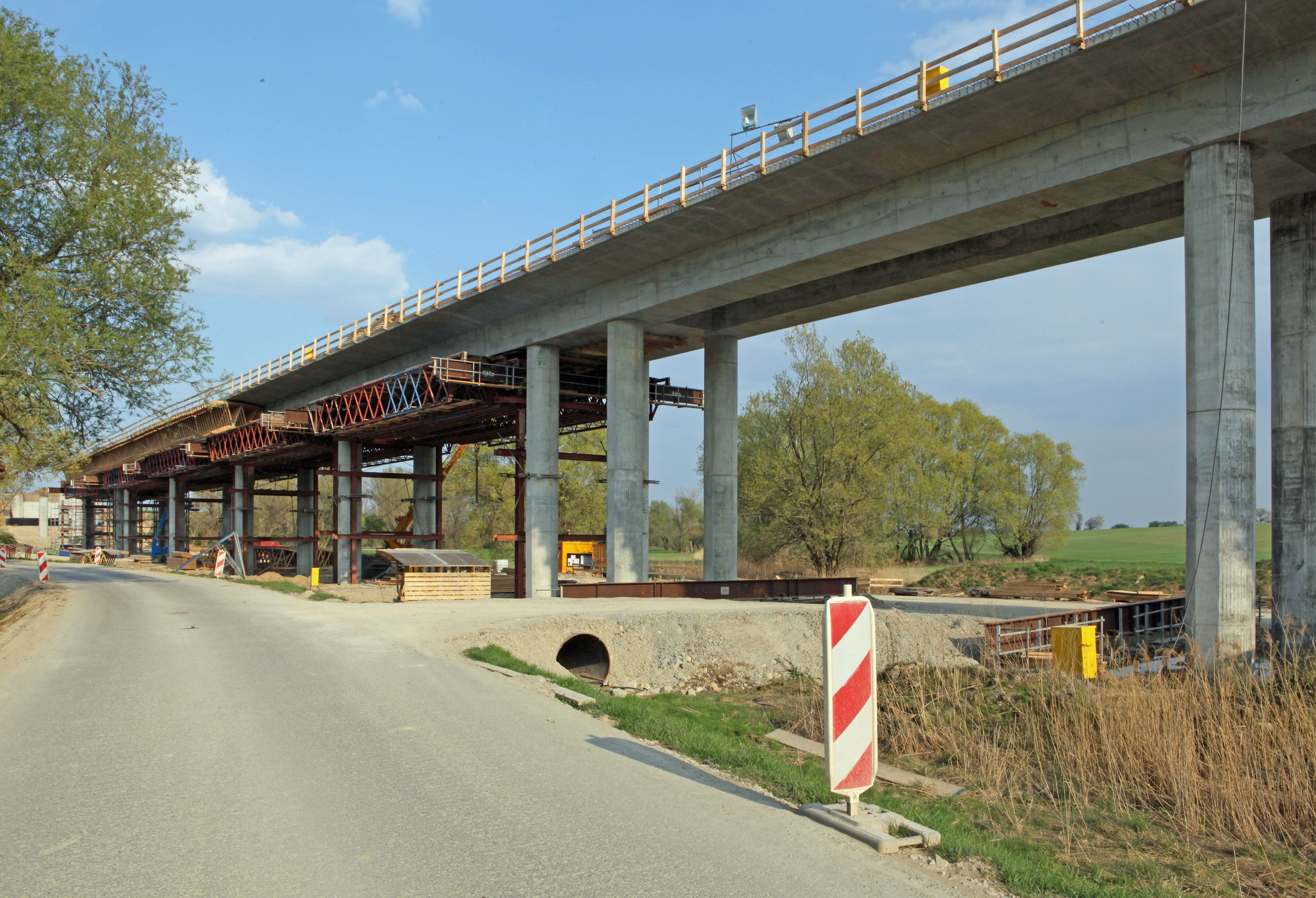
Stöbnitztalbrücke bei Oechlitz (2011)

### Wirtschaft
Mücheln und seine Ortsteile haben eine lange Tradition in der Pflanzenproduktion, z. B. auch von Zuckerrüben.
Im 20. Jahrhundert spielte der Abbau von Braunkohle eine große Rolle in der Region.
In neuester Zeit setzt Mücheln auf den Tourismus am Geiseltalsee.

### Verkehr
Durch das Gebiet der Stadt Mücheln verläuft die Bahnstrecke Merseburg–Querfurt. Die Strecke wird überwiegend im Stundentakt von der Linie S 11 Halle–Merseburg–Querfurt der S-Bahn Mitteldeutschland befahren. Außer dem Bahnhof Mücheln (Geiseltal), in dem regelmäßig die Personenzüge kreuzen, befindet sich ein Haltepunkt im Ortsteil Langeneichstädt. Außerdem wurde ein neuer Haltepunkt Mücheln (Geiseltal) Stadt angelegt, der zentrumsnäher gelegen ist. Der Viadukt in Mücheln ist erst im Zuge der Streckenverlegung durch den fortschreitenden Braunkohletagebau entstanden.
Früher gab es auch eine Anbindung an das Überlandstraßenbahnnetz zwischen Halle (Saale), Merseburg, Mücheln und Bad Dürrenberg, die aber 1968 dem Braunkohletagebau weichen musste (siehe auch Straßenbahnstrecke Merseburg–Mücheln).
Mücheln liegt ca. 15 Kilometer von der A 38 entfernt. Die nächstgelegene Anschlussstelle ist Merseburg-Süd.
Die Neubaustrecke Erfurt–Leipzig/Halle führt zwischen Oechlitz und Langeneichstädt durch das Territorium der Stadt, bei Oechlitz dient die 297 m lange Stöbnitztalbrücke zur Querung des gleichnamigen Tales.

## Persönlichkeiten
Söhne und Töchter der Stadt
- Ahasverus Fritsch (1629–1701), Jurist und Kirchenlieddichter
- Christian Friedrich Matthäi (1744–1811), Altphilologe, in Gröst geboren
- Paul Rinckleben (1841–1906), Bildhauer und Kupfertreiber
- Carl Friedemann (1862–1952), Komponist
- Adolf Holst (1867–1945), Schriftsteller, in Branderoda geboren
- Wilhelm Berthold (1881–1969), Schauspieler und Theaterdirektor
- Martin Lerche (1892–1980), Lebensmittelhygieniker und Veterinärmediziner
- Heinz Itzerott (1912–1983), Naturforscher und Pflanzenschützer
- Erhard Schmidt (1933–2021), Maler und Grafiker
- Detlev Braasch (* 1939), Politiker (CDU)
- Franziska (* 1993), Sängerin